# Ranunculus glacialis
Il ranuncolo glaciale (nome scientifico: Ranunculus glacialis L., 1753) è una pianta appartenente alla famiglia delle Ranunculaceae, il cui habitat sono le vette alpine.

## Etimologia
Il nome generico (Ranunculus), passando per il latino, deriva dal greco Batrachion, e significa “rana” (è Plinio scrittore e naturalista latino, che c'informa di questa etimologia) in quanto molte specie di questo genere prediligono le zone umide, ombrose e paludose, habitat naturale degli anfibi. L'epiteto specifico (glacialis = “dei ghiacci” o “del freddo gelido”) fa riferimento al suo habitat più usuale.

Il binomio scientifico attualmente accettato (Ranunculus glacialis) è stato proposto da Carl von Linné (1707 – 1778), biologo e scrittore svedese, considerato il padre della moderna classificazione scientifica degli organismi viventi, nella pubblicazione Species Plantarum del 1753.

## Descrizione

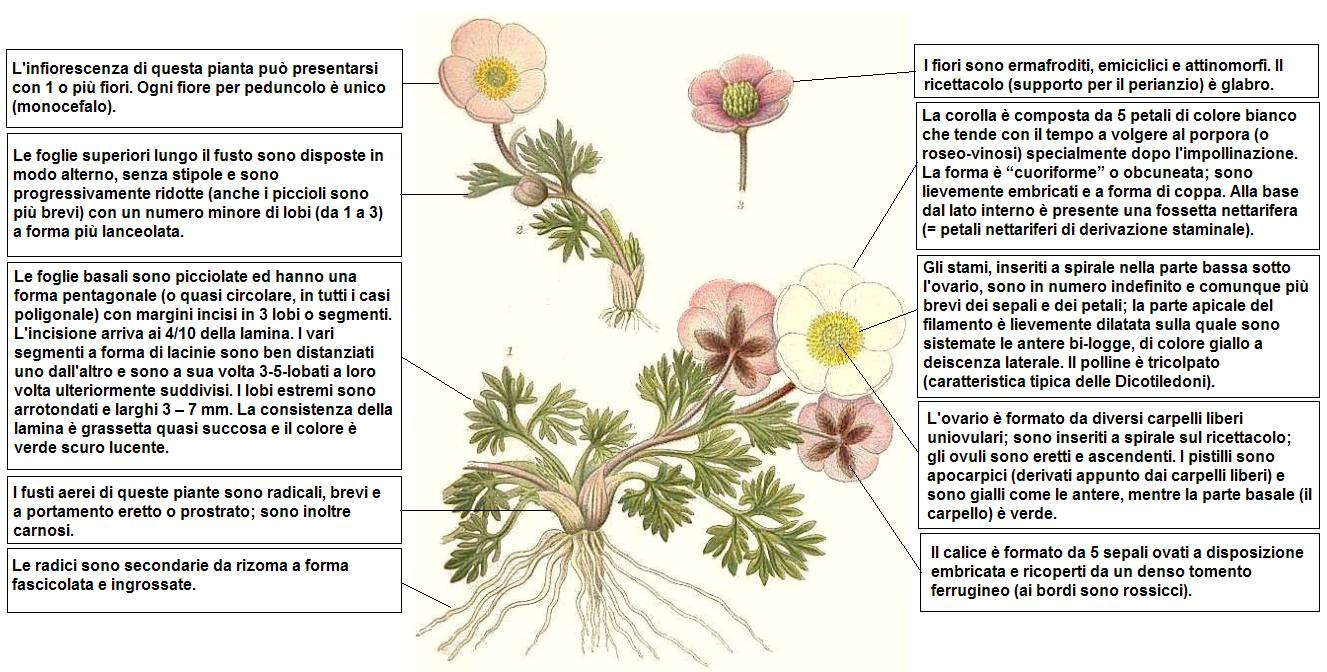
Descrizione delle parti della pianta

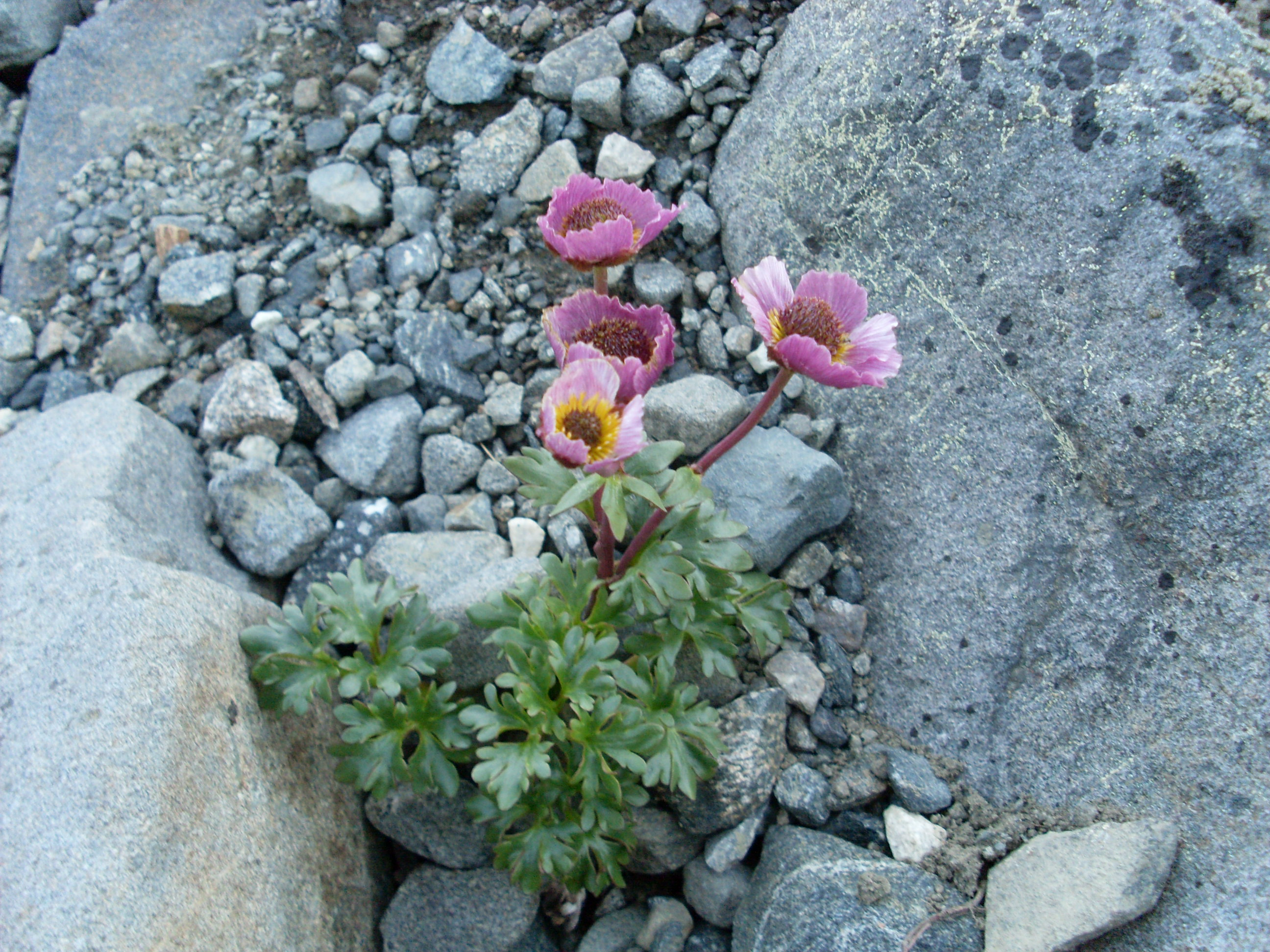
Il portamento

È una pianta perenne e erbacea terrestre caratterizzata da un aspetto cespitoso a portamento strisciante. L'altezza media oscilla tra 5 e 20 cm. È inoltre definita emicriptofita scaposa (H scap), ossia è una pianta con gemme svernanti al livello del suolo e protetta dalla lettiera o dalla neve. Tutta la pianta è priva di cellule oleifere.

### Radici
Le radici sono secondarie da rizoma (mai tuberose) a forma fascicolata e ingrossate.

### Fusto
- Parte ipogea: praticamente assente.
- Parte epigea: i fusti aerei di queste piante sono radicali, brevi e a portamento eretto o prostrato; sono inoltre carnosi.

### Foglie

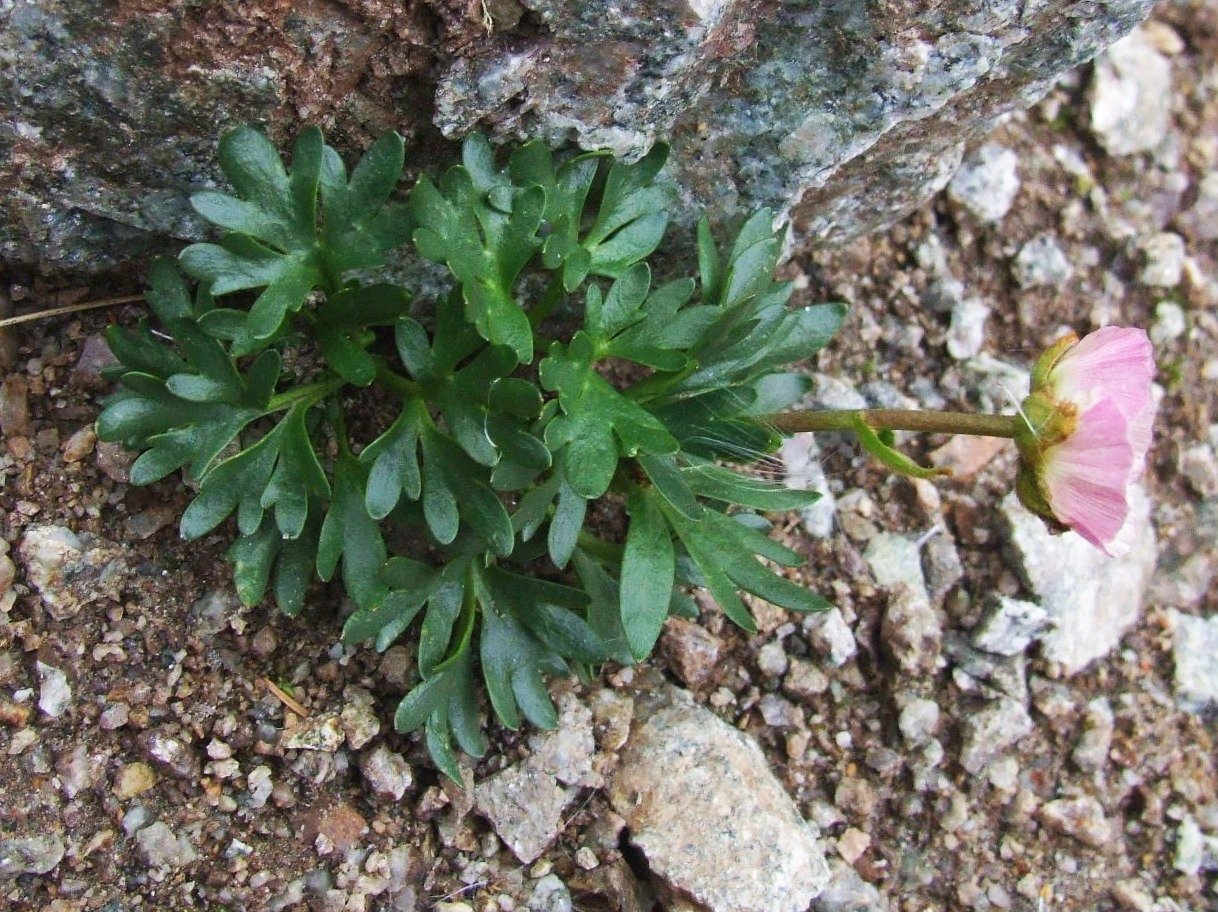
Le foglie

- Foglie basali: le foglie basali sono picciolate ed hanno una forma pentagonale (o quasi circolare, in tutti i casi poligonale) con margini incisi in 3 lobi o segmenti. L'incisione arriva ai 4/10 della lamina. I vari segmenti a forma di lacinie sono ben distanziati uno dall'altro e sono a sua volta 3-5-lobati e a loro volta ulteriormente suddivisi. I lobi estremi sono arrotondati e larghi 3 – 7 mm. La consistenza della lamina è grassetta quasi succosa e il colore è verde scuro lucente. Dimensione delle foglie: larghezza 5 cm; lunghezza 8 cm.
- Foglie cauline: le foglie superiori lungo il fusto sono disposte in modo alterno, senza stipole e sono progressivamente ridotte (anche i piccioli sono più brevi) con un numero minore di lobi (da 1 a 3) a forma più lanceolata.

### Infiorescenza
L'infiorescenza di questa pianta può presentarsi con 1 o più fiori. Ogni fiore per peduncolo è unico (monocefalo).

### Fiore

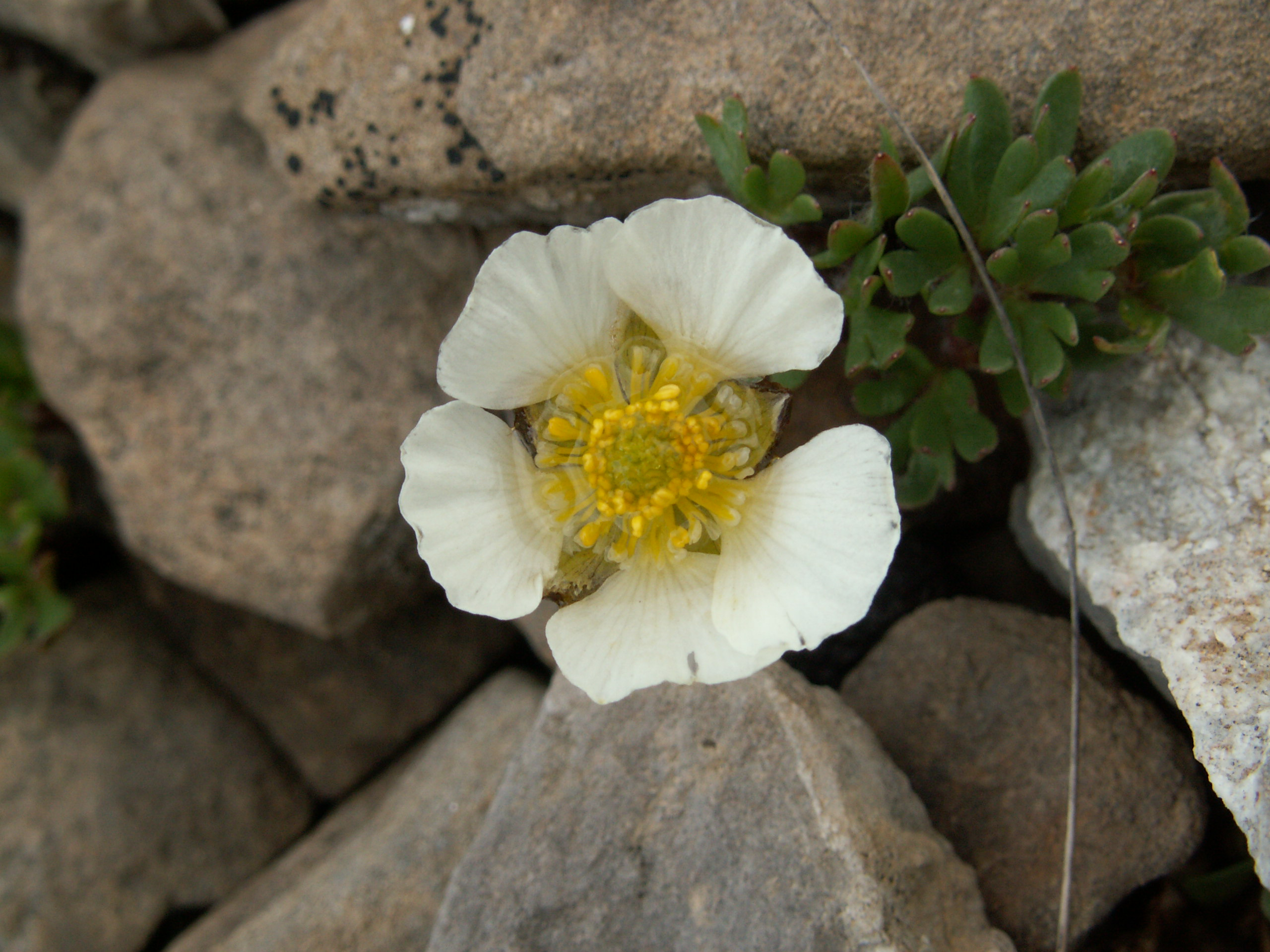
Il fiore

I fiori sono ermafroditi, emiciclici e attinomorfi. I fiori sono di tipo molto arcaico anche se il perianzio(o anche più esattamente il perigonio) di questo fiore è derivato dal perianzio di tipo diploclamidato (tipico dei fiori più evoluti), formato cioè da due verticilli ben distinti e specifici: sepali e petali. Il ricettacolo (supporto per il perianzio) è glabro. Dimensione dei fiori: 15 – 30 mm.
- Formula fiorale: per queste piante viene indicata la seguente formula fiorale:

* K 5, C 5, A molti, G 1-molti  (supero), achenio
- Calice: il calice è formato da 5 sepali ovati a disposizione embricata e ricoperti da un denso tomento ferrugineo (ai bordi sono rossicci). In realtà i sepali sono dei tepali sepaloidi[6]. Dimensione dei sepali: larghezza 4 – 9 mm; lunghezza 7 – 12 mm.

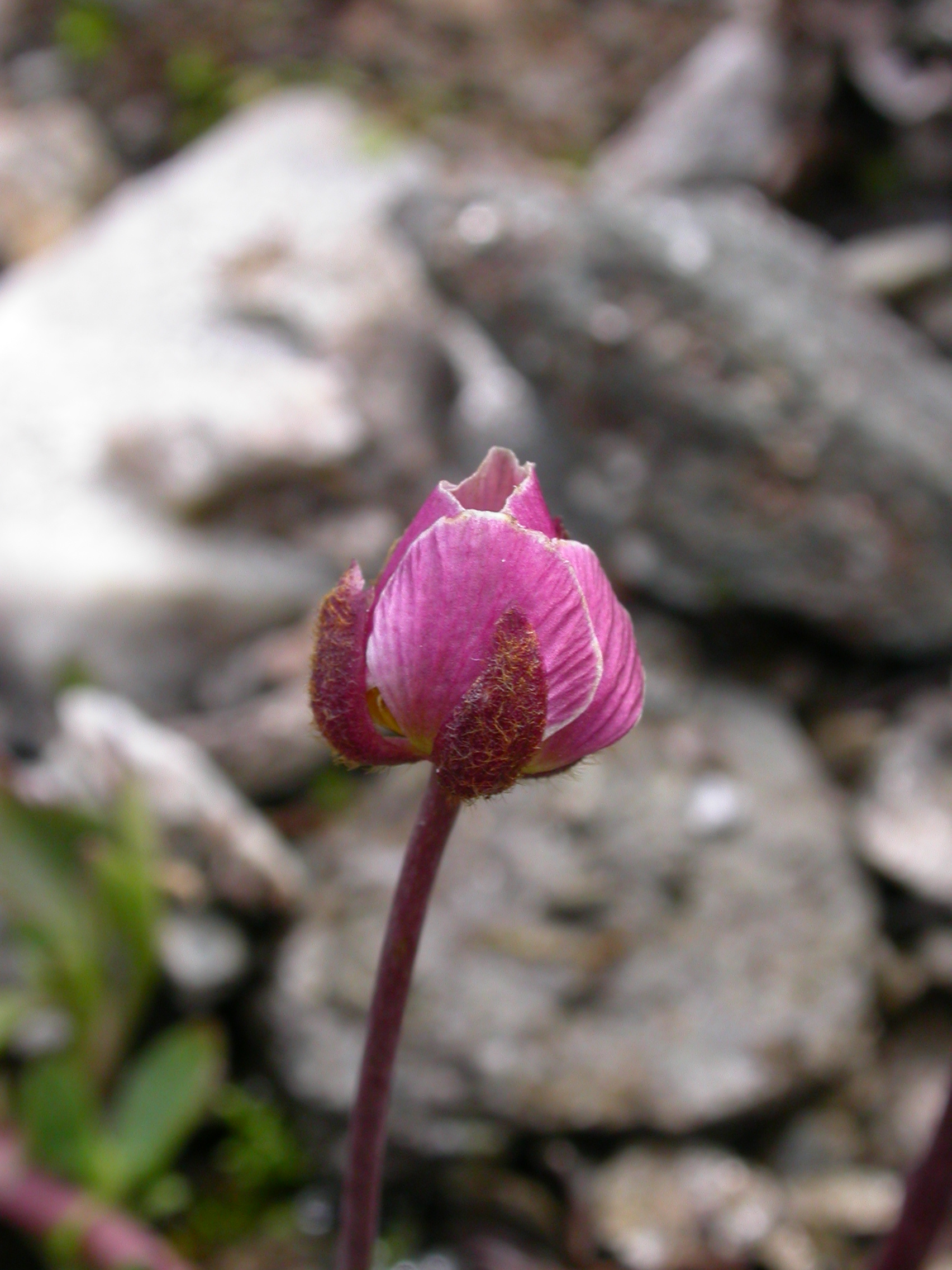
Petali roseo-vinosi

- Corolla: la corolla è composta da 5 petali di colore bianco che tende con il tempo a volgere al porpora (o roseo-vinosi) specialmente dopo l'impollinazione. La forma è “cuoriforme” o obcuneata; sono lievemente embricati e a forma di coppa. Alla base dal lato interno è presente una fossetta nettarifera (= petali nettariferi di derivazione staminale). In effetti anche i petali della corolla non sono dei veri e propri petali: potrebbero essere definiti come elementi del perianzio a funzione vessillifera[7]. Dimensione dei petali: larghezza 8 – 15 mm; lunghezza 8 – 11 mm.
- Androceo: gli stami, inseriti a spirale nella parte bassa sotto l'ovario, sono in numero indefinito e comunque più brevi dei sepali e dei petali; la parte apicale del filamento è lievemente dilatata sulla quale sono sistemate le antere bi-logge, di colore giallo a deiscenza laterale. Al momento dell'apertura del fiore le antere sono ripiegate verso l'interno, ma subito dopo, tramite una torsione, le antere si proiettano verso l'esterno per scaricare così il polline lontano dal proprio gineceo evitando così l'autoimpollinazione. Il polline è tricolpato (caratteristica tipica delle Dicotiledoni).
- Gineceo: l'ovario è formato da diversi carpelli liberi uniovulari; sono inseriti a spirale sul ricettacolo; gli ovuli sono eretti e ascendenti. I pistilli sono apocarpici (derivati appunto dai carpelli liberi) e sono gialli come le antere, mentre la parte basale (il carpello) è verde.
- Fioritura: da luglio a agosto.

### Frutti
I frutti (un poliachenio) sono degli acheni lisci a forma ovata o subsferica; sono molto numerosi, appiattiti, compressi e con un rostro o becco apicale ricurvo, ma non uncinato. Ogni achenio contiene un solo seme. Insieme formano una testa sferica posta all'apice del peduncolo fiorale. Dimensione della testa: 5 – 8 mm x 7 – 16 mm. Dimensione degli acheni: 2,6 – 3 mm x 1,4 – 2 mm. Lunghezza del becco: 0,8 – 2,3 mm.

## Riproduzione
La riproduzione di questa pianta avviene per via sessuata grazie all'impollinazione degli insetti pronubi (soprattutto api) in quanto è una pianta provvista di nettare (impollinazione entomogama).

## Distribuzione e habitat

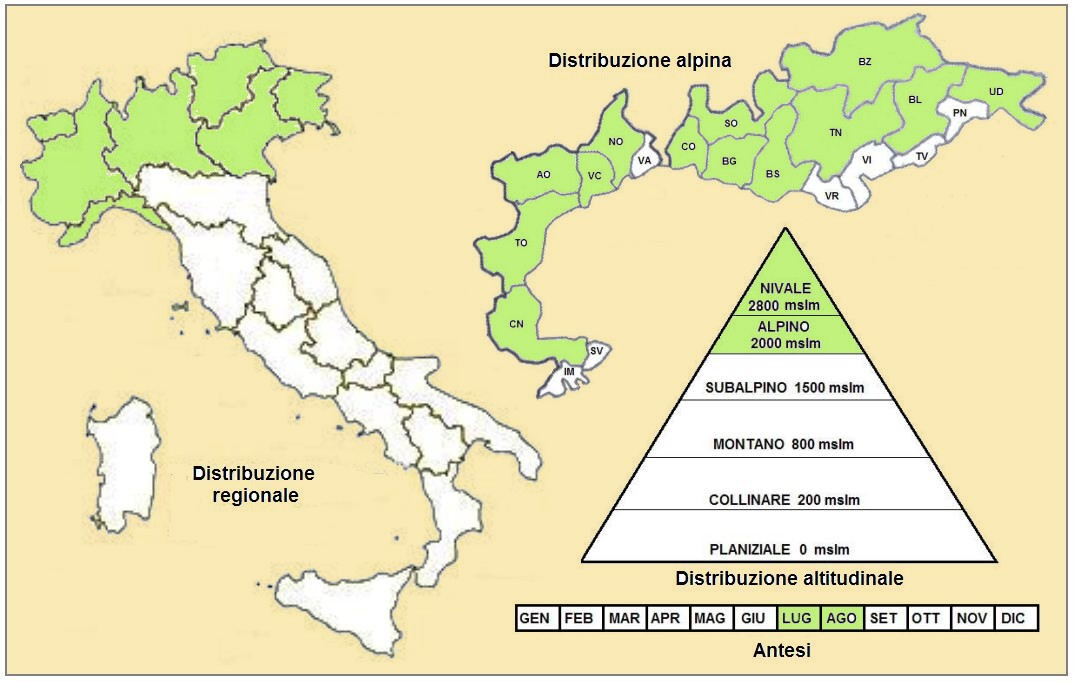
Distribuzione della pianta

- Geoelemento: il tipo corologico (area di origine) è Artico-Alpino (Europeo).
- Distribuzione: questo ranuncolo in Italia si trova solamente nelle Alpi e piuttosto raramente. Negli altri rilievi montuosi dell'Europa si trova nei Pirenei e nei Carpazi.
- Habitat: queste piante crescono su ghiaie e pietraie umide nelle vicinanze di nevai fondenti; ma anche su morene e macereti. Il substrato preferito è siliceo con pH acido, bassi valori nutrizionali del terreno che deve essere umido.
- Distribuzione altitudinale: sui rilievi queste piante si possono trovare dai 2000 ai 3100 m s.l.m. (raramente dai 1700 ai 4275 m s.l.m.); frequentano quindi i seguenti piani vegetazionali: alpino e nivale. Probabilmente si tratta della pianta vascolare che vive alla maggior altitudine. Qui di seguito sono indicati alcuni notevoli ritrovamenti sulle Alpi[8]:

- Monte Finsteraarhorn – Svizzera (Alpi bernesi): 4275 m s.l.m.
- Monte Cervino – Valle d'Aosta: 4200 m s.l.m.
- Monte Jungfrau – Svizzera (Alpi bernesi): 4000 m s.l.m.
- Monte Grivola – Valle d'Aosta: 3800 m s.l.m.
- Monte Großglockner – Austria (Alti Tauri): 3780 m s.l.m.
- Monte Vélan – Valle d'Aosta: 3700 m s.l.m.

Queste piante riescono a sopravvivere in ambienti così estremi sia grazie all'habitus ridotto (minimizzando la traspirazione causata dall'elevata irradiazione solare delle alte quote o l'effetto raffreddante del vento), che abbassando il punto di congelamento producendo più zuccheri o altre sostanze osmotiche. Un'altra strategia di sopravvivenza è data da un'elevata plasticità di sviluppo in risposta alla distribuzione altitudinale. In altre parole l'inizio e la durata di fioritura e di sviluppo e maturazione dei sementi varia in base allo scioglimento delle nevi e naturalmente alla posizione in quota del sito (alpino o nivale).

### Fitosociologia
Dal punto di vista fitosociologico la specie di questa voce appartiene alla seguente comunità vegetale:
Formazione: delle comunità delle fessure, delle rupi e dei ghiaioni
Classe: Thlaspietea rotundifolii
Ordine: Androsacetalia alpinae
Alleanza: Androsacion alpinae

## Tassonomia
Il genere Ranunculus è un gruppo molto numeroso di piante comprendente oltre 400 specie originarie delle zone temperate e fredde del globo, delle quali quasi un centinaio appartengono alla flora spontanea italiana. La famiglia delle Ranunculaceae invece comprende oltre 2500 specie distribuite su 58 generi.

Il numero cromosomico di R. glacialis è: 2n = 16.

### Filogenesi
Le specie spontanee della nostra flora sono suddivise in tre sezioni (suddivisione a carattere pratico in uso presso gli orticoltori organizzata in base al colore della corolla): Xanthoranunculus – Batrachium – Leucoranunculus. La specie Ranunculus glacialis appartiene alla terza sezione (Leucoranunculus) caratterizzata dall'avere i peduncoli fruttiferi diritti, acheni lisci, piante a portamento eretto con petali bianchi. Un'altra suddivisione, che prende in considerazione caratteristiche morfologiche ed anatomiche più consistenti (ma fondamentalmente simili), è quella che divide il genere in due sottogeneri (o subgeneri), assegnando il Ranunculus glacialis al subgenere Ranunculus, caratterizzato da piante con fusti eretti (e quindi forniti di tessuti di sostegno), peduncoli dell'infiorescenza eretti alla fruttificazione, lamina fogliare ben sviluppata e petali bianchi (l'altro subgenere Batrachium è dedicato soprattutto alle specie acquatiche).

Studi più recenti, di tipo cladistico in base all'analisi del DNA del plastidio e altro, hanno evidenziato che la specie Ranunculus glacialis (insieme alle specie Ranunculus aconitifolius L., Ranunculus platanifolius L., Ranunculus seguieri Vill. e Ranunculus kuepferi Greuter & Burdet) appartengono ad un clade ben definito (con un progenitore comune). Mentre ricerche più specifiche su 75 popolazioni alpine della specie di questa voce hanno evidenziato l'esistenza di quattro gruppi distinti di popolazioni di Ranunculus glacialis (due nelle Alpi Orientali abbastanza simili e due nelle Alpi Occidentali più separate geneticamente).

A livello europeo sembra che il ceppo più primitivo si sia originato nelle Alpi orientali, quindi in epoca post-glaciale abbia colonizzato il Nord Europa e più recentemente i monti Pirenei.

### Variabilità
La variabilità di questo ranuncolo si manifesta nei seguenti caratteri:
- il colore dei petali;
- la profondità dell'incisione delle foglie basali;

Nell'elenco che segue sono indicate alcune varietà (l'elenco può non essere completo e alcuni nominativi sono considerati da altri autori dei sinonimi della specie principale o anche di altre specie):
- R. glacialis var. camissonis (Schlechtendal) LD Benson (1948) (distribuzione: Alaska)
- R. glacialis var. crithmifolius Rchb. (1832)
- R. glacialis var. gelidus Hoffm. ex Rchb. (1832)
- R. glacialis var. holosericeus Gaudin (1828)

### Alcuni ibridi
Nell'elenco che segue sono indicati alcuni ibridi interspecifici:
- Ranunculus ×aconitoides DC. ex Rouy (1893) - Ibrido con Ranunculus aconitifolius
- Ranunculus ×gelidus Hoffmanns. ex Reichenb. (1832) – Ibrido con Ranunculus alpestris

### Sinonimi
Questa entità ha avuto nel tempo diverse nomenclature. L'elenco che segue indica alcuni tra i sinonimi più frequenti:
- Beckwithia glacialis (L.) Á.Löve & D.Löve (1956) (basionimo)
- Oxygraphis gelidus (Hoffmgg.) O.Schwarz.
- Oxygraphis vulgaris Freyn

### Specie simili
Nelle zone alpine diverse specie di ranuncoli possono essere confuse le une con le altre. Eccone alcune:
- Ranunculus bilobo Bertol. (1858) – Ranuncolo bilobo: le foglie sono intere e i petali sono cuoriformi e bilobati; si trova nelle province di BG BS TN.
- Ranunculus crenatus Waldst. (1779) – Ranuncolo crenato: le foglie sono intere e il bordo dei petali è crenulato; si trova in Stiria (Austria).
- Ranunculus seguieri Vill. (1779) – Ranuncolo di Seguier: il colore delle foglie è verde opaco con riflessi argentei; è comune su tutte le Alpi e in parte anche sugli Appennini.
- Ranunculus kuepferi Greuter & Burdet (1987) – Ranuncolo di Kupfer: le foglie sono strette e lineari; sulle Alpi è comune.
- Ranunculus parnassiifolius L. - Ranuncolo con foglie di Parnassia: le foglie sono intere e ovali; si trova nelle Alpi centrali.
- Ranunculus alpestris L. - Ranuncolo alpestre: i fiori rimangono sempre bianchi; è presente su tutte le Alpi centrali.

## Usi

### Farmacia
Queste piante contengono l'anemonina; una sostanza particolarmente tossica per animali e uomini. Infatti gli erbivori brucano le foglie di queste piante con molta difficoltà e solamente dopo una buona essiccazione (erba affienata) che fa evaporare le sostanze più pericolose. Anche le api evitano di bottinare il nettare dei “ranuncoli”. Sulla pelle umana queste piante possono creare delle vesciche (dermatite); mentre sulla bocca possono provocare intenso dolore e bruciore alle mucose.

### Giardinaggio
Sono piante rustiche di facile impianto per cui spesso sono coltivate nei giardini rustici o anche alpini.